# Hungarian International 1984
Die Hungarian International 1984 im Badminton fanden vom 3. bis zum 4. November 1984 in Budapest statt. Es war die neunte Auflage dieser internationalen Meisterschaften von Ungarn im Badminton.

## Sieger und Platzierte
| Disziplin    | Gold                                    | Silber                                     | Bronze                                |
| ------------ | --------------------------------------- | ------------------------------------------ | ------------------------------------- |
| Herreneinzel | Thomas Künstler                         | Peter Skole                                | Ch. Norberg                           |
| Herreneinzel | Thomas Künstler                         | Peter Skole                                | György Vörös                          |
| Dameneinzel  | Monika Cassens                          | Erica van Dijck                            | Petra Michalowsky                     |
| Dameneinzel  | Monika Cassens                          | Erica van Dijck                            | Ildikó Vígh                           |
| Herrendoppel | Peter Skole Ch. Norberg                 | Bas von Barnau Sijthoff Hendrik Rozemeijer | Edgar Michalowski Erfried Michalowsky |
| Herrendoppel | Peter Skole Ch. Norberg                 | Bas von Barnau Sijthoff Hendrik Rozemeijer | György Vörös Gábor Petrovits          |
| Damendoppel  | Erica van Dijck Monique Hoogland        | Mechtild Hagemann Cathrin Hoppe            | Ildikó Vígh Éva Varga                 |
| Damendoppel  | Erica van Dijck Monique Hoogland        | Mechtild Hagemann Cathrin Hoppe            | Monika Cassens Petra Michalowsky      |
| Mixed        | Bas von Barnau Sijthoff Erica van Dijck | Thomas Künstler Mechtild Hagemann          | Miroslav Šrámek Taťána Šrámková       |
| Mixed        | Bas von Barnau Sijthoff Erica van Dijck | Thomas Künstler Mechtild Hagemann          | Edgar Michalowski Monika Cassens      |

## Finalresultate
| Disziplin    | Sieger                                  | Finalist                                   | Ergebnis            |
| ------------ | --------------------------------------- | ------------------------------------------ | ------------------- |
| Herreneinzel | Thomas Künstler                         | Peter Skole                                | 15–2, 15–4          |
| Dameneinzel  | Monika Cassens                          | Erica van Dijck                            | 11–4, 11–5          |
| Herrendoppel | Peter Skole Ch. Norberg                 | Bas von Barnau Sijthoff Hendrik Rozemeijer | 17–14, 15–18, 15–10 |
| Damendoppel  | Erica van Dijck Monique Hoogland        | Mechtild Hagemann Cathrin Hoppe            | 17–16, 18–16        |
| Mixed        | Bas von Barnau Sijthoff Erica van Dijck | Thomas Künstler Mechtild Hagemann          | 17–14, 15–7         |